# Weiswampach
Weiswampach (luxemburguès Wäiswampech, alemany Weiswampach) és una comuna i vila al nord de Luxemburg, que forma part del cantó de Clervaux. Endemés de Weiswampach comprèn les viles de Beiler, Binsfeld, Breidfeld, Holler i Leithum.

## Població
| Nacionalitat   | Població | %      |
| -------------- | -------- | ------ |
| luxemburguesos | 782      | 67,88% |
| Forasters      | 370      | 32,12% |
| - portuguesos  | 171      | 14,84% |
| - francesos    | 13       | 1,13%  |
| - italians     | 7        | 0,61%  |
| - belgues      | 93       | 8,07%  |
| - alemanys     | 35       | 3,04%  |
| - iugoslaus    | 21       | 1,82%  |
| - altres       | 30       | 2,60%  |

## Evolució demogràfica
| Any        | Població |
| ---------- | -------- |
| 15/02/2001 | 1.152    |
| 01/01/2002 | 1.159    |
| 01/01/2003 | 1.160    |
| 01/01/2004 | 1.203    |
| 01/01/2005 | 1.155    |